# Antolepty
Antolepty (lit. Antalieptė) – miasteczko na Litwie, położone w okręgu uciańskim w rejonie jezioroskim, siedziba starostwa Antolepty, 8 km na północny wschód od Daugieli przy drodze Dusiaty-Daugiele, 359 mieszkańców (2001). 
Znajduje się tu kościół katolicki z pocz. XX wieku, szkoła podstawowa, poczta, biblioteka i młyn wodny.
Od 2000 roku miejscowość posiada własny herb nadany dekretem Prezydenta Republiki Litewskiej.

## Historia
Osada założona w XVI w., rozwój zawdzięczała rodzinie Strutyńskich, do których należała od 1620 roku. W 1675 r. Antolepty otrzymały prawa miejskie. W latach 1732–1760 zbudowano barokowy kościół. Był to element fundacji klasztoru Karmelitów, dokonanej przez kasztelana inflanckiego Jana Michała Strutyńskiego i starostę szakinowskiego Józefa Strutyńskiego. W 1794 r. miasteczko należało w połowie do Franciszka i Teresy ze Strutyńskich książąt Druckich-Lubeckich, a w połowie do starosty opeskiego Mikołaja Manuzziego. W 1832 r. klasztor Karmelitów został zlikwidowany przez Rosjan.
W 1880 r. miasteczko było siedzibą gminy w powiecie nowoaleksandrowskim (jezioroskim). Liczyło 400 dziesięcin ziemi, na których stały m.in. zarząd gminy, cerkiew, kaplica katolicka, synagoga i szkoła. Gmina obejmowała 74 miejscowości o łącznej liczbie 4819 mieszkańców. W 1893 r. powołano żeński klasztor prawosławny. Jego głównym zadaniem było szerzenie prawosławia wśród ludności polskiej i litewskiej, która była w przeważającej części katolicka. Na początku maja 1898 r. zabudowa miasteczka została zniszczona przez pożar. W 1905 r. w Antoleptach miały miejsce demonstracje przeciwko władzy carskiej. W 1919 r. utworzona została bolszewicka rada zarządzająca.
Miasteczko weszło w 1919 r. w skład Republiki Litewskiej. Stanowiło lokalny ośrodek handlowy. Odbywały się w nim targi w każdy poniedziałek oraz dwa jarmarki rocznie. W mieście znajdował się młyn wodny, który należał do Żyda, mleczarnia oraz zakład przetwórstwa rybnego. Nieopodal zakładu otwarto pierwszy państwowy sklep rybny. W 1924 r. zbudowano w Antoleptach elektrownię.
W 1940 r. wraz z całą Litwą Antolepty zostały anektowane przez Związek Sowiecki. 26 czerwca 1941 r. zajęli je Niemcy
. Armia Radziecka odbiła miasteczko podczas zaciekłych walk 10–28 lipca 1944 r., tracąc na brzegu Świętej 365 żołnierzy. W 1950 r. miasteczko zostało włączone do rejonu dusiackiego ówczesnego obwodu wileńskiego. W 1953 r. obwód wileński został zniesiony. W 1958 r. miejscowość uzyskała status miasteczka (ros. posiełok gorodskowo tipa), a w 1959 r. została włączona do rejonu jezioroskiego. W 1976 r. utraciła status PGT. Wraz z tym transformacjami, najpierw otwarto tu technikum rolnicze (1958), a następnie zlikwidowano (1976).

## Zabytki
- Kościół Podniesienia Krzyża Świętego wybudowany przez zakon karmelitów w stylu baroku wileńskiego, przebudowany przez Rosjan w latach 1844-1850 na cerkiew.